# Lake Bernard (Southland)
Der Lake Bernard ist ein See im Southland District der Region Southland auf der Südinsel von Neuseeland.

## Namensherkunft
Der See soll um 1900 von W. G. Grave und Arthur Talbot einen Namen bekommen haben. Leider ist dieser nicht überliefert. Drei Jahre später besuchten W. G. Grave, T. Hunter, Bernard Tennent und Arthur Talbot den See und wollten ihn zunächst Lake Avernus nennen, entschieden sich dann aber für Lake Bernard, benannt nach Bernard Tennent.

## Geographie
Der Lake Bernard befindet sich auf einer Höhe von 376 m in den Franklin Mountains, rund 8,85 km östlich des südöstlichen Endes des Hāwea / Bligh Sound. Der See umfasst eine Fläche von rund 40,8 Hektar und besitzt einen Seeumfang von rund 3,22 km. Er erstreckt sich über eine Länge von rund 1,37 km in Nordwest-Südost-Richtung und misst an seiner breitesten Stelle rund 370 m in Südwest-Nordost-Richtung.
Gespeist wird der Lake Bernard hauptsächlich durch den von Osten kommenden Bernard Burn, der den See auch an seinem nordwestlichen Ende in Richtung Wild Natives River entwässert.